# Bonarcado
Bonarcado är en ort och kommun i provinsen Oristano i regionen Sardinien i Italien. Kommunen hade 1 587 invånare (2017).